# Эмо (субкультура)
Э́мо (англ. emo: от emotional — эмоциональный) — молодёжная субкультура, образовавшаяся на базе поклонников одноимённого музыкального стиля и родственных ему. Её представителей называют эмо-ки́ды (emo + англ. kid — молодой человек; ребёнок) или, в зависимости от пола: эмо-бой (англ. boy — мальчик, парень), эмо-гёрл (англ. girl — девочка, девушка).
Субкультура окончательно сформировалась и пережила пик популярности в 2000-х годах, но её расцвет был недолгим. Уже в начале 2010-х годов стиль эмо окончательно вышел из моды, а многие поклонники утратили к нему интерес. Не последнюю роль в этом сыграло негативное отношение к стилю эмо как со стороны многих других субкультур, так и со стороны общества в целом.

## История
Временем рождения эмо стала середина 1980-х, а местом — Вашингтон. Субкультура формировалась главным образом под влиянием музыки. В середине 1980-х из хардкор-панка выделилось новое направление эмокор, тексты песен которого выражали личные переживания. Первой эмо-группой обычно считают Rites of Spring, хотя сама группа не признаёт этого. Следующая волна началась в 1990-х с группами Sunny Day Real Estate, Piebald, Cap'n Jazz и The Promise Ring. Если первая волна относилась к андеграунду, то вторая стала достоянием более широкой аудитории. Популярные у эмо группы уже часто не являлись эмокором. Третья волна началась в 2000-х и стала самой массовой. Музыкальную моду задавали Fall Out Boy, My Chemical Romance, Paramore и Panic! At the Disco. Широкому распространению субкультуры во многом послужила популярная социальная сеть MySpace, способствовавшая продвижению музыкальных групп. Именно в это время сформировался узнаваемый стиль эмо в одежде, прическах и макияже: косые челки, черно-розовая цветовая гамма, эмблемы черепа с костями и т.д.
В Россию субкультура пришла во время третьей волны. Немаловажным фактором ее распространения стало бурное развитие интернета. Первых эмо в Москве было можно увидеть в 2004, а пик развития движения пришелся на 2006-2007 годы, однако 2008-2009 годы уже ознаменовались спадом субкультуры. Среди российских групп популярными у эмо были Origami, Stigmata, Психея, Amatory, 3000 миль до рая и Tracktor Bowling. Представители субкультуры в России копировали стиль одежды у западных эмо, организовывали тематические сходки. Из алкоголя в их кругах популярностью пользовались слабоалкогольные коктейли такие как Blazer, Jaguar, Виноградный день и прочие подобные алкогольные напитки. Одним из самых последних упоминаний эмо в русской культуре был телесериал Валерии Гай Германики «Школа».
После 2010 года эмо-субкультура полностью утратила популярность во всём мире, но в 2020-х годах она начала переживать второе рождение. Специалисты склонны связывать это с ностальгией по более комфортным временам в условиях экономической нестабильности. Поколение Z субкультура притягивает очарованием времени, когда интернет не был так распространен. В популярность снова вошли эмо-вещи и поп-панк. При этом стиль одежды стал более вариативным, используя элементы из других субкультур.

### Верни мне мой 2007
«Верни мне мой 2007» — крылатая фраза и интернет-мем, возникший из цитаты президента России Дмитрия Медведева “Никто никогда не вернется в 2007 год” от 29 ноября 2011 года. Фраза, равно как и упоминание 2007 года, изначально связывались исключительно с ностальгией по временам популярности субкультуры эмо в России и на постсоветском пространстве, но впоследствии начали приобретать и более широкий смысл — как связанные с ностальгией по 2000-м годам в целом.
- Песня «Верни мне мой 2007» украинской рок-группы Robots Don’t Cry, вышедшая в 2013 году на одноименном альбоме-сборнике, стала её главным хитом.
- Песня «Верните мне мой 2007» российского исполнителя CMH, вышедшая в 2014 году, ремейк которой вышел в 2020 году.[10]
- В 2019 году вышел выпуск YouTube-шоу Вписка под названием "Верни мне мой 2007. Психея, Amatory, Jane Air, STIGMATA, СЛОТ: что с ними стало?".[11]
- В 2019 году вышла книга Сергея Андреевича "Сержа" Брусова «Верни мне мой 2007», по мотивам которой в 2023 году был поставлен одноимённый музыкальный спектакль с Михаилом Башкатовым в главной роли.[12][13]
- Панк-рок группа ЙОРШ в 2022 году выпустила "ностальгический" сингл «2007», явно отсылавший в тексте к эмо-субкультуре.[14]
- В 2023 году вышел российский короткометражный фильм «Верните мой 2007», в котором использовались песни группы Animal ДжаZ "Три полоски" и "Думать дважды".[15][16]

## Мироощущение
Несмотря на то, что эмо-кор появился и развивался как подвид панк-рока, ценностные ориентации этих субкультур совершенно различны. В отличие от классических панков, эмо отличает романтизм и акцент на возвышенной любви. Внимание эмо чаще обращено на глубокие личные переживания, чем на общественные события. Эмо-культура начисто лишена агрессивного мачизма, характерного для хардкора — прямого предка эмо.
Эмо часто сравнивают с готической субкультурой, что обычно вызывает протест как у готов, так и у эмо-кидов, хотя некоторые соглашаются, что между этими субкультурами есть определённое родство. Некоторые исследователи субкультуры предположили, что эмо подвергаются большему риску самоубийства, чем готы. По словам Грэхема Мартина, редактора австралийского журнала о психическом здоровье:

Например, один веб-сайт, посвящённый культуре эмо, описал как ключевое различие между этими категориями <готами и эмо>: эмо ненавидят себя, готы ненавидят всех. Если эта ненависть к себе — правда, то можно предположить, что эмо имеют больший риск нанести себе вред, чем их ровесники-готы. Таким образом, в идентификации с культурой эмо есть определённый риск. Можно с уверенностью говорить (хотя формальных исследований на эту тему не проводилось), что самодеструктивное поведение часто встречается в данной группе и является ключевой особенностью эмо-культуры.[уточнить]

Несмотря на отдельные сходства (романтизация смерти, депрессия, любовь к чёрному цвету, презрение к мачизму) и общие корни (готик-рок, как и эмо-кор, развился из панк-рока), между этими субкультурами есть много различий.

## Имидж эмо
Традиционной причёской эмо считается косая, рваная чёлка до кончика носа, закрывающая один глаз, а сзади длинные или короткие волосы. Предпочтение отдаётся жёстким прямым чёрным волосам. У девушек возможны детские, смешные причёски — два «маленьких хвостика», яркие «заколочки» — «сердечки» по бокам, бантики. Для создания этих причёсок эмо используют большое количество фиксирующего лака для волос.
Часто эмо прокалывают уши или делают тоннели. На лице и иных частях тела эмо может быть пирсинг (например, в губах, языке и ноздре, бровях, подбородке, переносице).
И юноши, и девушки могут красить губы под цвет кожи, используя светлый тональный крем. Глаза густо подводят карандашом или тушью. Ногти покрывают чёрным лаком.
Типичные прозвища, используемые эмо в Интернете, очень экспрессивны, например: broken_heart, raped_teddy_bear, lonely_star и т. п.

## Одежда
Для эмо характерна одежда в чёрно-розовую горизонтальную полоску с двухцветными узорами и стилизованными значками. Основными цветами в одежде являются чёрный и розовый (пурпурный), хотя и другие шокирующе-яркие сочетания считаются допустимыми.
Бывают сочетания в широкую полоску. Часто на одежде изображены названия эмо-групп, смешные рисунки или расколотые сердца. Встречаются черты спортивного стиля одежды скейтбордистов и BMX-еров.
| Преобладает в образе эмо. Его предпочтение может быть вызвано депрессией, несчастьем, отверженностью. | Отражает радостные моменты. Это вызов общей мрачности, отрицание связи стиля эмо с готической субкультурой и приближение к поп-панку. |

Характерная для эмо обувь — кеды типа Converse или скейтерские кеды, а также слипоны (обувь, похожая на тапочки, но с подошвой, как у кед), вансы с узором в шашечку.
Наиболее типичная одежда:
- Узкая, обтягивающая футболка.
- Узкие джинсы чёрного или пепельного-синего цвета, возможно, с дырками или заплатками.
- Чёрный или розовый ремень с заклёпками, провисающими цепями и большой бляхой с символикой.
- Кеды с яркими или чёрными шнурками, зашнурованными особым способом.
- Клетчатая косынка-арафатка на шее[25].

Присутствуют ободочки с бантиком. Полосатые гетры на руках. Реже встречается одежда унисекс.

## Атрибутика
Для эмо характерны следующие атрибуты:
- Почтовая сумка через плечо, покрытая заплатками.
- Значки, прицеплённые к одежде и, иногда, к обуви, а также к сумке.
- Очки яркой или чёрной расцветки, обязательно широкая оправа.
- Яркие разноцветные (обычно силиконовые) браслеты на руках, особенно популярны снэпы или панк-атрибутика (напульсники с шипами).
- Крупные бусы ярких цветов на шее или чокер.
- Мягкие игрушки в виде мишек, которым эмо-киды вспарывают животы и зашивают толстыми нитками. Такие игрушки играют роль своеобразных талисманов. Их берут с собой на прогулки, на занятия, с ними остаются дома и спят[29].

## Символика
- Розовое сердце, часто с поперечной трещиной или разорванное в клочья.
- Череп с костями.
- Розовый (или чёрный) символ пистолета или скрещённых пистолетов с надписью «bang-bang» (звук выстрела).
- Розово-чёрная шаховница.
- Футболки с героями детских мультфильмов (например, Микки Маус).

## Критика и скандалы
Эмо-субкультура, под влиянием западной поп-культуры, появилась в России в середине 2000-х годов и сразу стала объектом критики. Противники её считают, что субкультура эмо культивирует депрессию и виктимность, пропагандирует самоубийство. В начале 2008 года в прессе появились сведения, что ФСБ намерена бороться с распространением эмо из-за пропаганды детского суицида.
2 июня 2008 года в Государственной думе России состоялись парламентские слушания, на которых обсуждалась «Концепция государственной политики в области духовно-нравственного воспитания детей в РФ и защиты их нравственности». Крайнюю нетерпимость разработчики концепции проявили к эмо и готам. По степени общественной опасности они приравнены к скинхедам, футбольным фанатам, нацболам и антифашистам. Законопроект был встречен СМИ с иронией, а многие общественные деятели, в том числе члены партии «Единая Россия», подвергли его критике.

## Преследования
- 2010 — в Армении началась кампания преследования местных поклонников эмо. На улицах Еревана начали задерживать молодых людей по подозрению в причастности к этой субкультуре. Власти страны говорят, что движение эмо появилось в Армении при поддержке иностранных сил, наносит вред воспитанию молодого поколения в национально-патриотическом духе, а также приводит молодых людей к самоубийству[34].
- В марте 2012 года не менее 70 эмо были похищены, подвергнуты пыткам и убиты в Багдаде и других городах Ирака.